# Tongshanjiabu
Der Tongshanjiabu (chinesisch 同山加布峰) ist ein Berg im östlichen Himalaya an der Grenze zwischen Bhutan und Tibet.
Der Tongshanjiabu hat eine Höhe von 7207 m. Der Berg liegt in einem politisch umstrittenen Gebiet 186 km ostnordöstlich vom Kangchendzönga. 2,2 km südwestlich liegt der Teri Kang (7125 m).
Der Tongshanjiabu ist offiziell noch unbestiegen und ist somit einer der höchsten unbestiegenen Berge.